# Harmothoe macginitiei
Harmothoe macginitiei är en ringmaskart som beskrevs av Pettibone 1955. Harmothoe macginitiei ingår i släktet Harmothoe och familjen Polynoidae. Inga underarter finns listade i Catalogue of Life.